# Krupp (Familie)

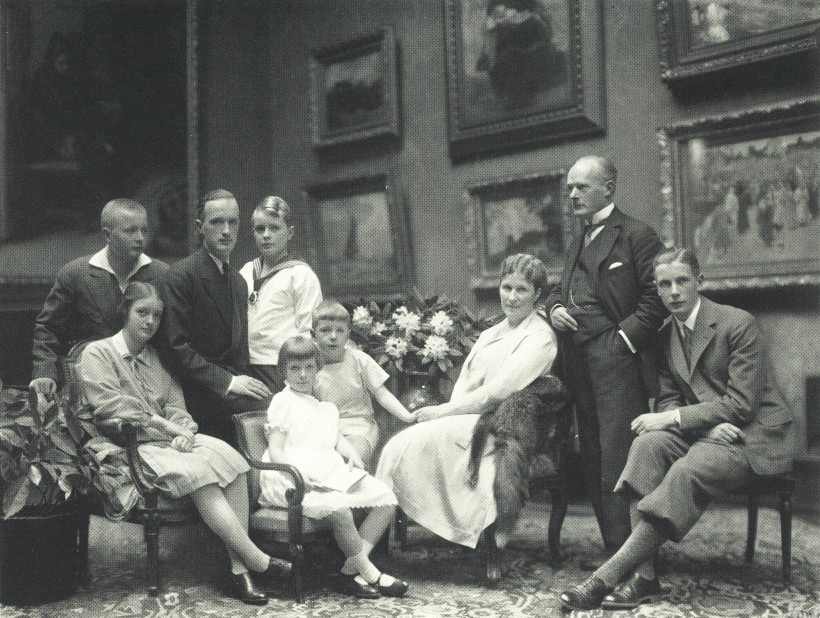
Familie Gustav Krupp von Bohlen und Halbach 1928 – v. l.: die Kinder Berthold, Irmgard, Alfried, Harald, davor Waldtraut und Eckbert, dann folgen die Eltern Bertha und Gustav Krupp von Bohlen und Halbach, rechts Sohn Claus

Krupp ist der Name einer deutschen Familiendynastie unter anderem von Industriellen, die seit dem 16. Jahrhundert nachweisbar ist und die in Essen ansässige Fried. Krupp AG aufbaute. Seit der Fusion mit der Thyssen AG im Jahr 1999 trägt der Konzern den Namen Thyssenkrupp.

## Geschichte

### Anfänge in Essen

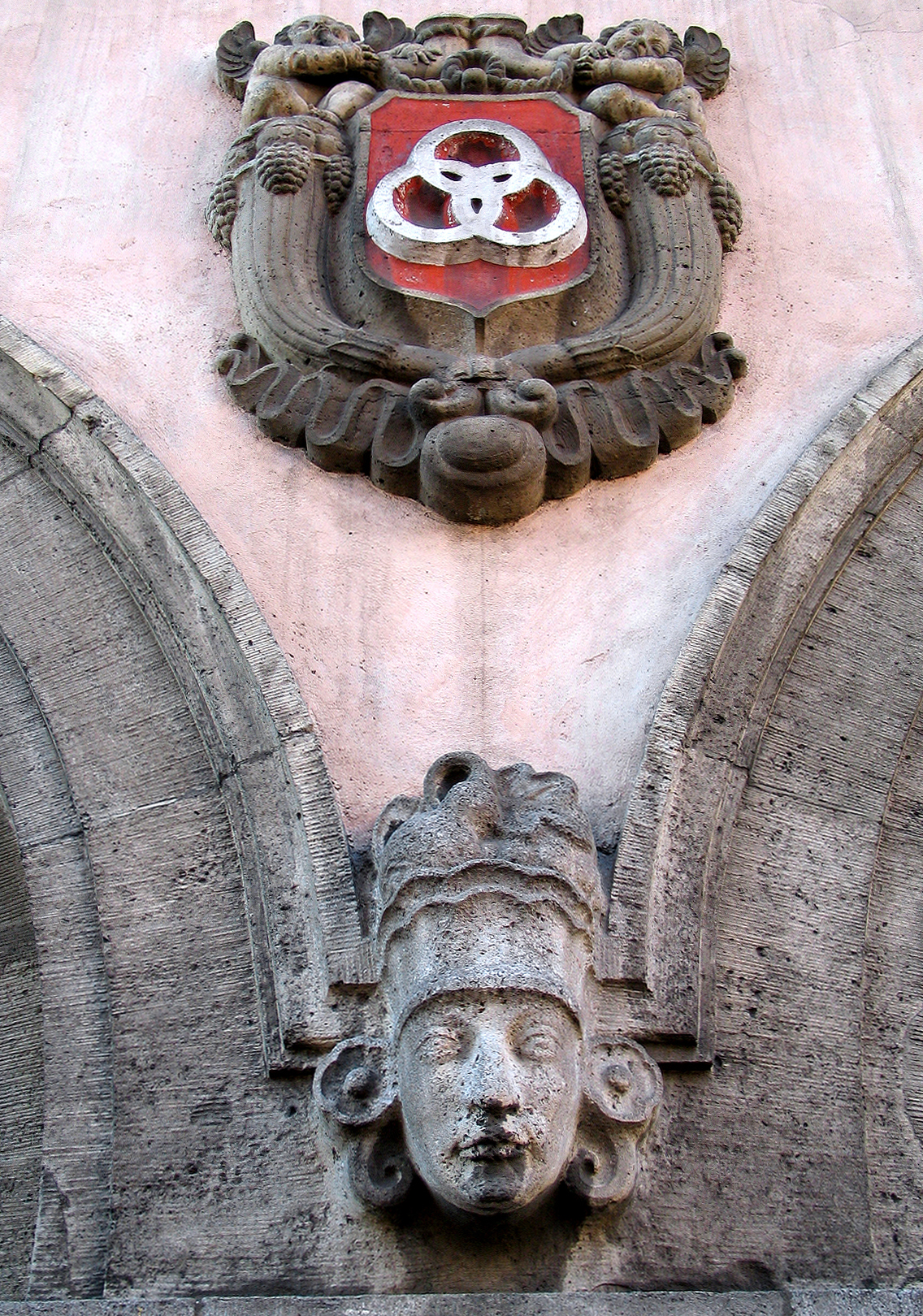
Logo der Firma Fried. Krupp am Georg-von-Cölln-Haus

Mitglieder der Familie Krupp wanderten aus den Niederlanden aus und ließen sich in der noch ländlichen Stadt Essen nieder. Arndt Krupp erscheint 1587 im Verzeichnis der Großen Kaufgilde und gilt als der erste urkundlich belegte erwähnte Krupp. Er begann als Händler von beispielsweise Gewürzen, Wein, Eisenwaren und Vieh und erwarb mit den Erlösen unter anderem Grundstücke und Immobilien. Als auch Essen um 1600 unter der Pest litt, blieb der protestantisch gesinnte Arndt Krupp in Essen und kaufte Haus und Grund von Flüchtlingen zu nun niedrigen Preisen auf. Während des aufkommenden Dreißigjährigen Kriegs verkaufte er auch Waffen. Sein Sohn Anton Krupp überlebte den Dreißigjährigen Krieg. Er war Lebensmittel- und Weinhändler, später Eisenhändler. 1620 war er einer von 54 Büchsenhändlern in der Stadt, die schon zuvor als Stadt der Büchsenmacher galt.
Generell widmeten sich die zur wohlhabenderen Schicht gehörenden Krupps im 17. Jahrhundert dem Handel und traten darüber hinaus als Ratsmitglieder und Inhaber der wichtigsten städtischen Ämter wie Rentmeister und Bürgermeister auf. So wirkten Angehörige der Familie Krupp über 112 Jahre lang in drei Generationen ununterbrochen als Stadtsekretäre von Essen, darunter der Stadtsekretär Georg Diederich Krupp (1657–1742).

### 19. Jahrhundert

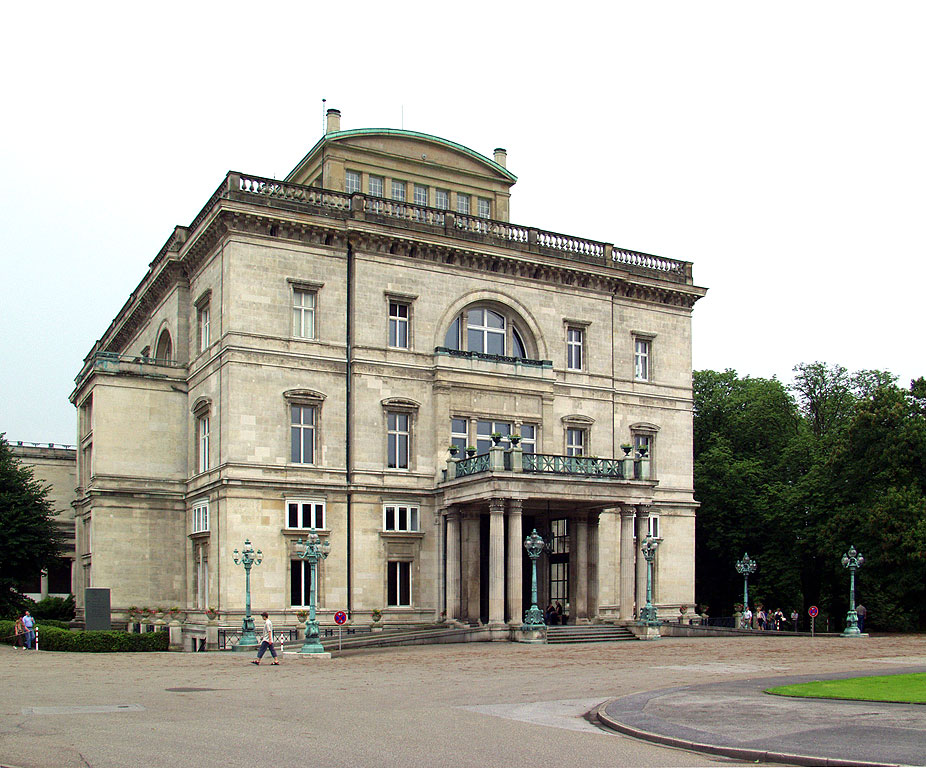
Villa Hügel, ehemaliges Wohn- und Repräsentationshaus der Familie Krupp

Helene Amalie Krupp, geborene Ascherfeld (1732–1810) engagierte sich als erste der Familie in der Eisenindustrie. Nach dem Tod ihres Mannes Friedrich Jodocus Krupp (1706–1757), von dem sie eine Kolonialwarenhandlung geerbt hatte, vermehrte sie als Geschäftsfrau mit einem Verbund aus Handels- und Produktionsunternehmen ihr Vermögen. Es diente 1811 ihrem Enkel Friedrich Krupp (1787–1826) zum Aufbau einer eigenen Stahlfabrik. Friedrich entwickelte ein Verfahren zur Gussstahl-Herstellung, das jedoch Herausforderungen wie Qualitätsschwankungen mit sich brachte. Der geschäftliche Erfolg blieb aus; er häufte hohe Schulden an. Nach seinem Tod übernahm sein Sohn Alfred (1812–1887) die Leitung der Firma und führte diese allmählich in die Gewinnzone.
1852/1853 ließ sich Alfred Krupp den nahtlosen Radreifen als sicheres, bruchgeschütztes Eisenbahnrad patentieren. Der Erfolg des Unternehmens beruhte für Jahrzehnte auf dem Verkauf seiner Radreifen und anderen Eisenbahnmaterials sowie den Gussstahl-Geschützen. Die drei Ringe als Marke wurden am 6. Dezember 1875 beim Essener Kreisgericht eingetragen und als Markenzeichen auf die Produkte aufgebracht. Sie erinnern daran bis heute als Element im Firmenzeichen von thyssenkrupp.
Nach dem Tod Alfred Krupps 1887 wurde sein Sohn Friedrich Alfred Krupp (1854–1902) alleiniger Eigentümer des Unternehmens. Unter seiner Führung expandierte die Firma weiter. In seinem Testament verfügte er die Umwandlung der Firma in eine Aktiengesellschaft, deren Aktien seine ältere Tochter Bertha Krupp (1886–1957) erhielt. Bertha heiratete 1906 den Diplomaten Gustav von Bohlen und Halbach, der in die Unternehmensleitung eintrat.

### 20. Jahrhundert
Der Erfolg der von Friedrich Krupp gegründeten und unter der Leitung seines Sohnes Alfred zu wirtschaftlicher Blüte geführten Unternehmungen sowie die schiere Größe des Krupp’schen Werksgeländes prägten maßgeblich das Bild der Stadt Essen von der Hochindustrialisierung bis zum Ende des Zweiten Weltkrieges.
Sowohl im Deutschen Kaiserreich wie auch in der Weimarer Republik, in der Zeit des Nationalsozialismus und der frühen Bundesrepublik haben die Krupps den geschäftlichen Kontakt mit der deutschen Regierung gepflegt. Die von ihnen hergestellten Waffen waren auf den Schlachtfeldern Europas und im außereuropäischen Ausland von 1866 bis 1945 präsent. Ebenfalls hat die Firma Fried. Krupp einen hohen Anteil an Friedensmaterial produziert.
Im Ersten Weltkrieg steigerte Krupp dank staatlicher Aufträge seine Rüstungsproduktion. Das bekannteste Geschütz war der Mörser Dicke Berta. Nach Kriegsende untersagte der Friedensvertrag von Versailles Waffenproduzenten die Produktion bestimmter Waffentypen.
Die Fried. Krupp AG setzte während des Zweiten Weltkrieges Zwangsarbeiter ein, ebenso wie alle deutschen Montankonzerne und andere Unternehmen. Die Unternehmen taten dies nicht nur auf Druck des Staates, sondern auch aus eigener Initiative. 1947/48 musste sich Berthas Sohn Alfried Krupp von Bohlen und Halbach beim Krupp-Prozess dafür verantworten und wurde verurteilt. Nach Kriegsende verlor die Firma Fried. Krupp durch Reparationen und die zwischenzeitliche Enteignung einen Großteil der Substanz. Berg- und Stahlwerke sollten auf Anweisung der Alliierten verkauft werden. Alfried Krupp von Bohlen und Halbach ernannte 1953 Berthold Beitz zu seinem Generalbevollmächtigten.
Nach dem Tod von Alfried Krupp von Bohlen und Halbach am 30. Juli 1967 und durch den Erbverzicht seines einzigen Sohnes Arndt von Bohlen und Halbach ging sein Vermögen in die gemeinnützige Alfried Krupp von Bohlen und Halbach-Stiftung über.

## Mediengalerie

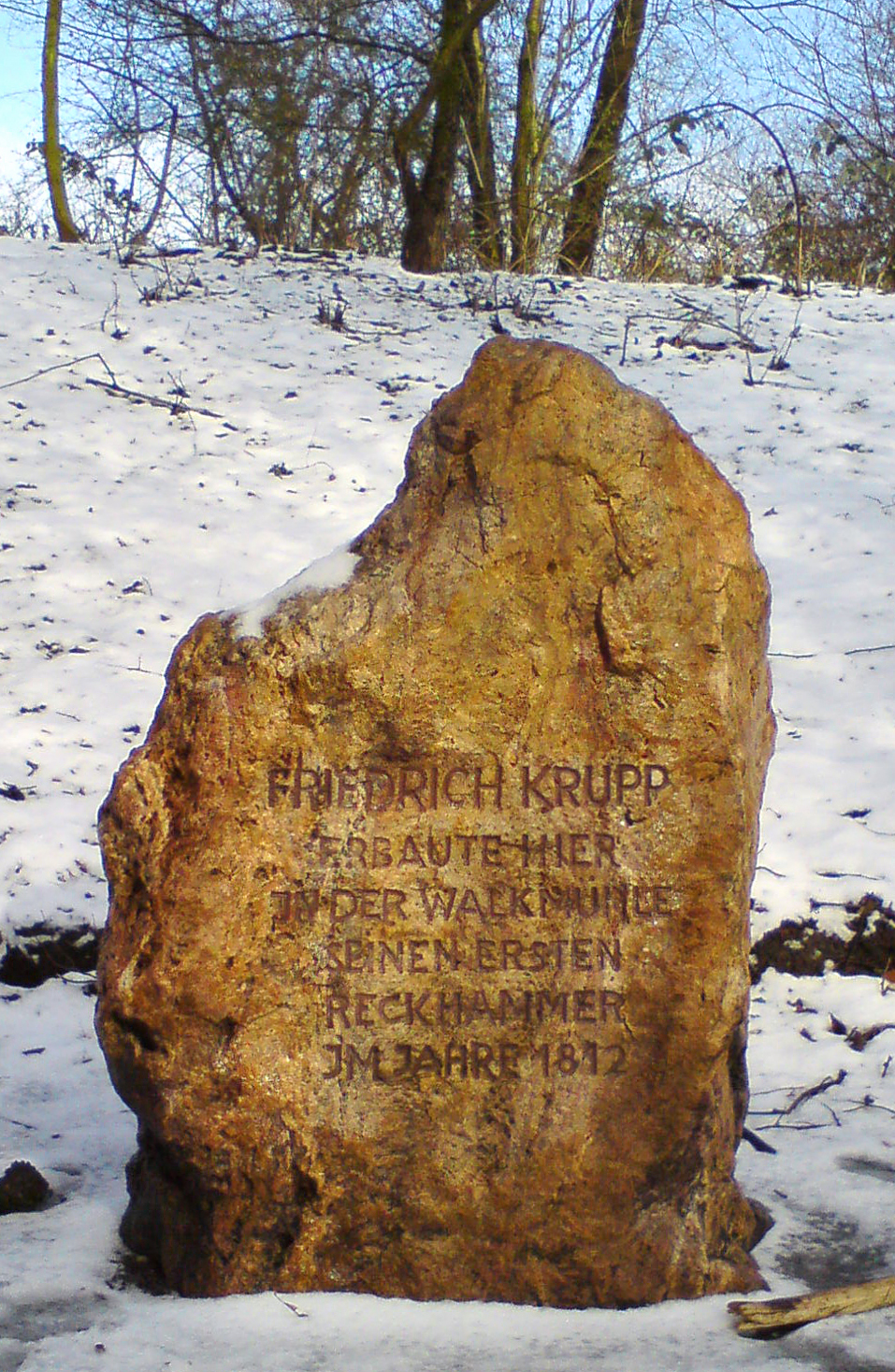
An der Walkmühle erbaute Friedrich Krupp seinen ersten Reckhammer.
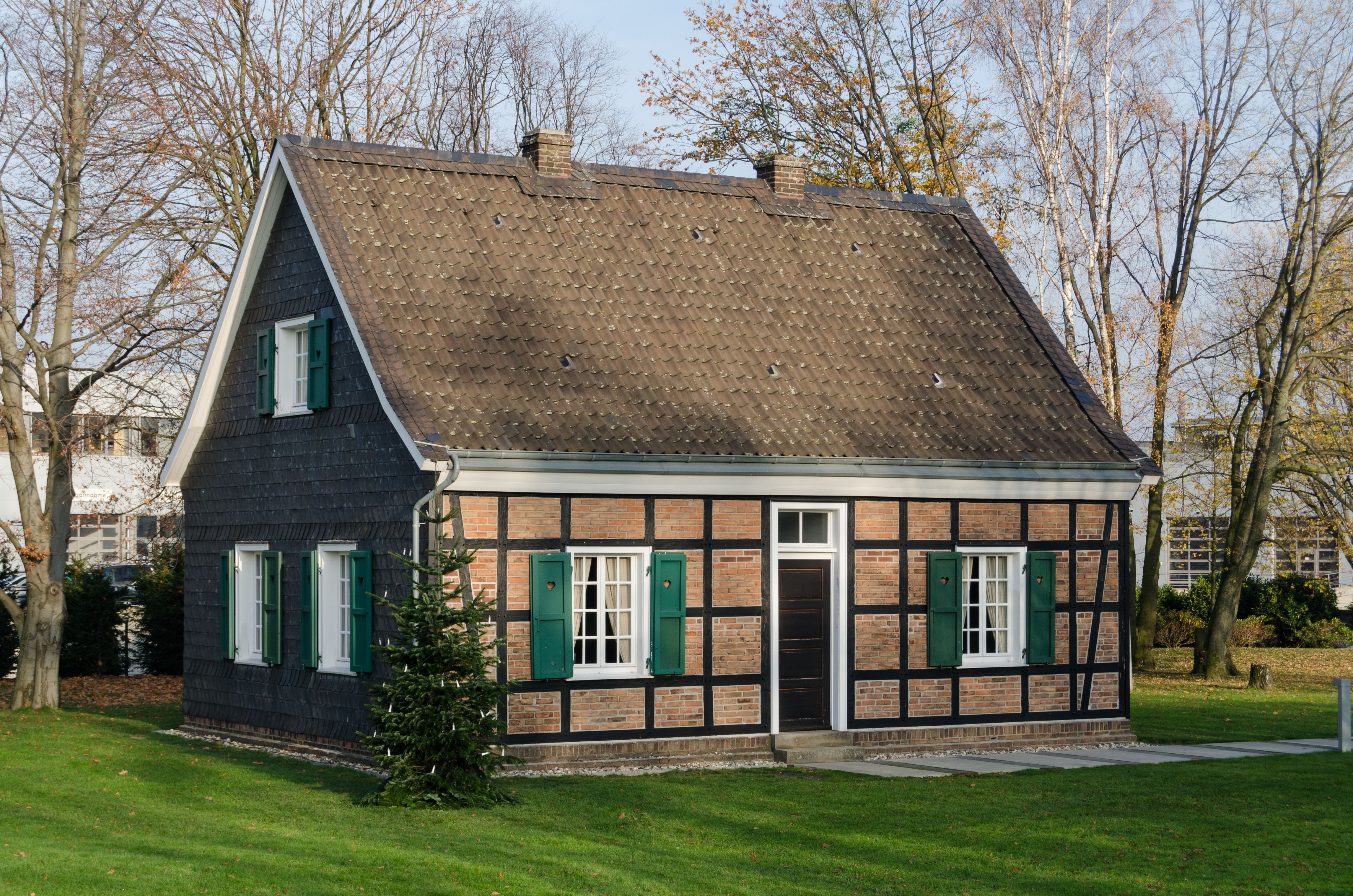
Das Stammhaus Krupp befindet sich heute noch auf dem Gelände der thyssenkrupp AG.
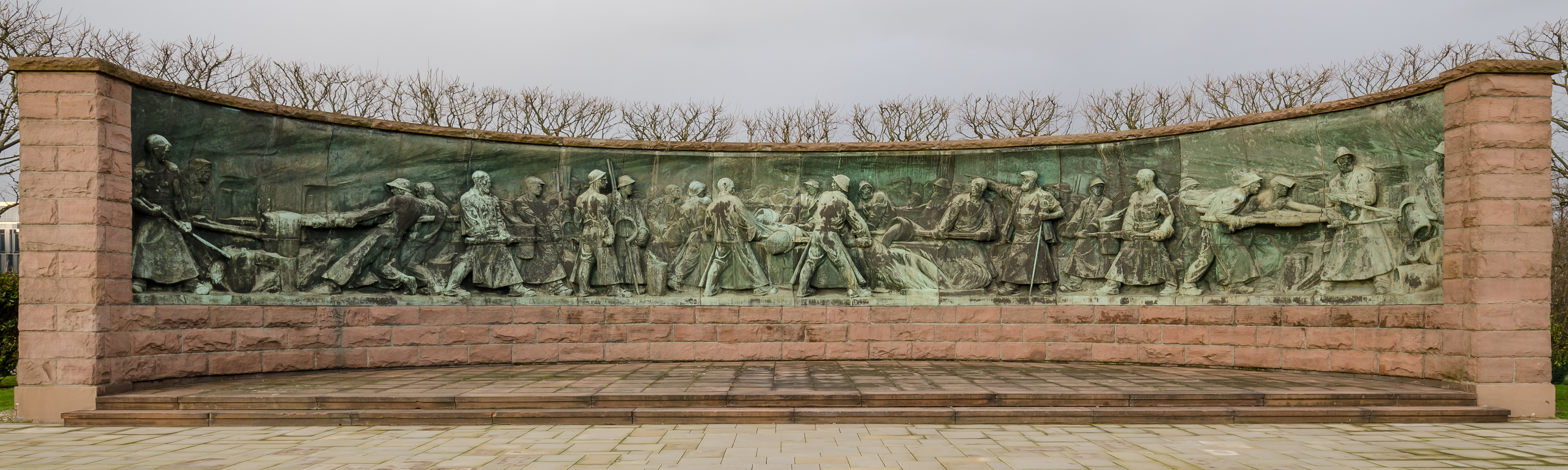
Das Tiegelgussdenkmal auf dem Gebiet der einstigen Krupp-Gussstahlfabrik in Essen
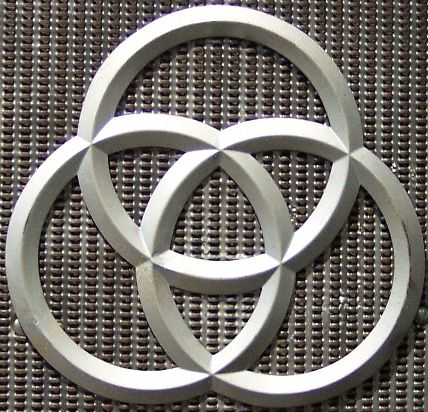
Symbol der deutschen Schwerindustrie: Die drei nahtlosen Eisenbahn-Radreifen des Krupp-Konzerns
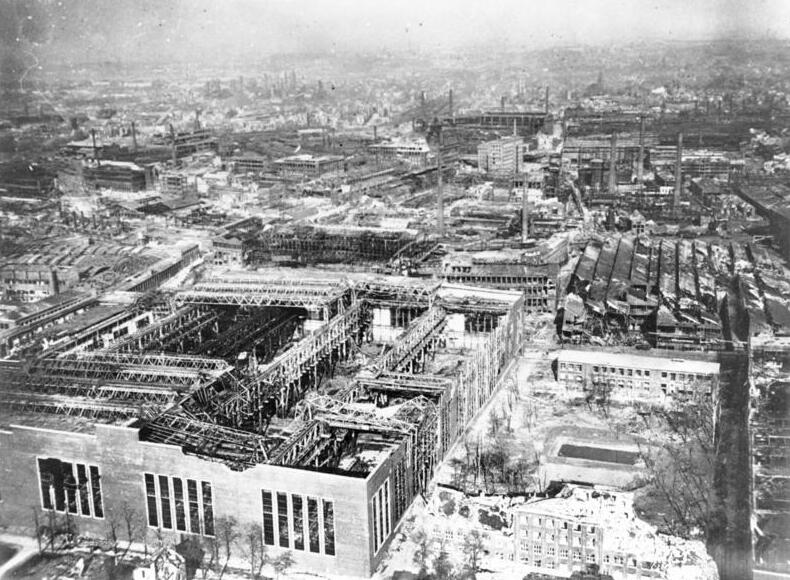
Zerstörte Krupp-Gussstahlfabrik in Essen 1945

## Familienangehörige

### Porträts
Die wichtigsten Familienmitglieder in chronologischer Reihenfolge:

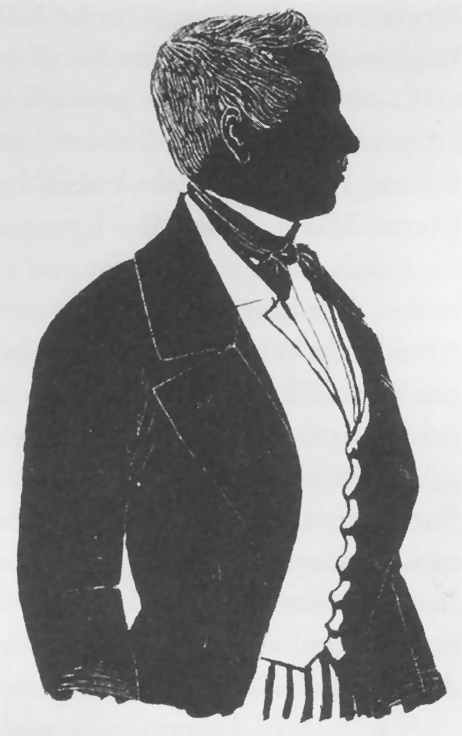
Friedrich Krupp, Firmengründer, zeitgenössischer Scherenschnitt
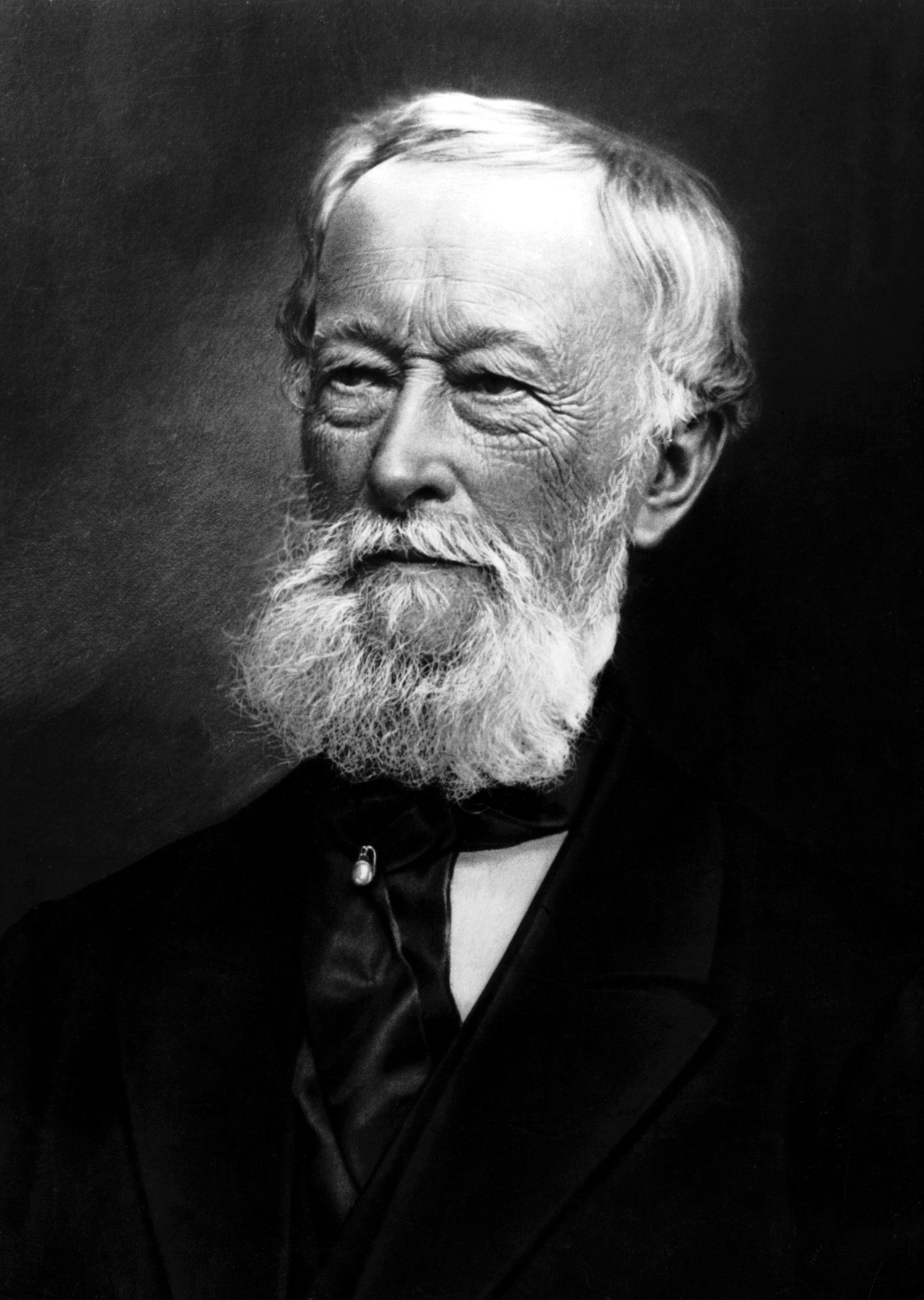
Alfred Krupp führte das Unternehmen zur Weltgeltung
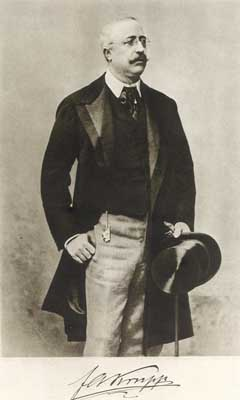
Friedrich Alfred Krupp übernahm die Firmenleitung von 1887 bis 1902
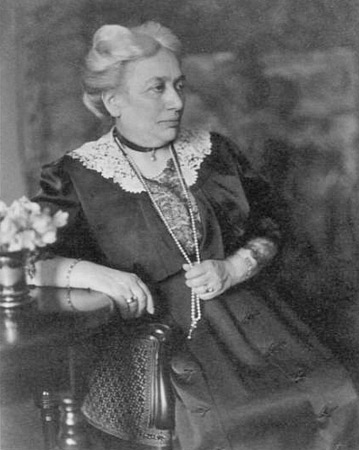
Margarethe Krupp, Frau von Friedrich Alfred, treuhändische Konzernleiterin und Stiftungsgründerin
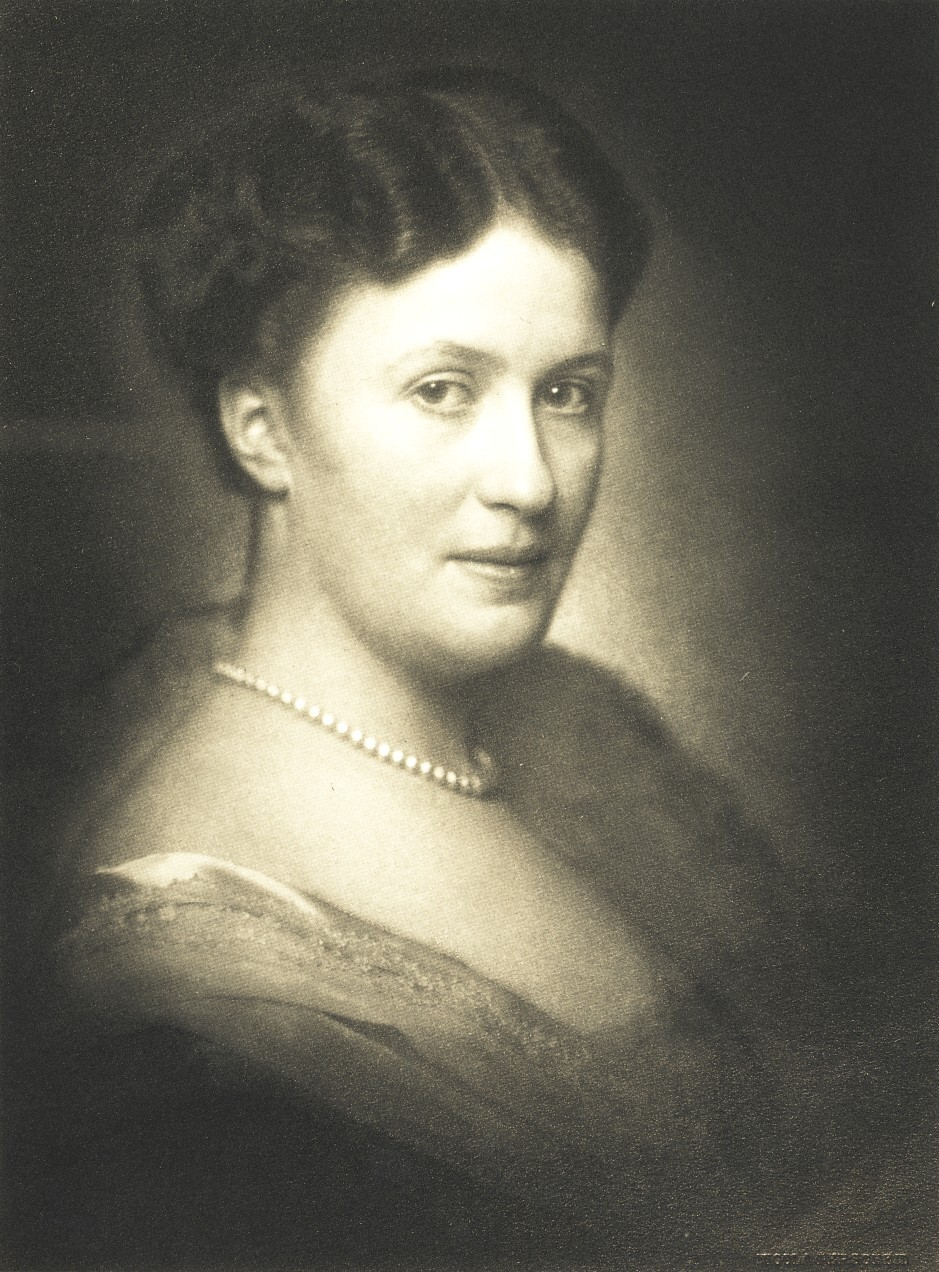
Bertha Krupp wurde 1902 Alleinerbin und heiratete Gustav von Bohlen und Halbach
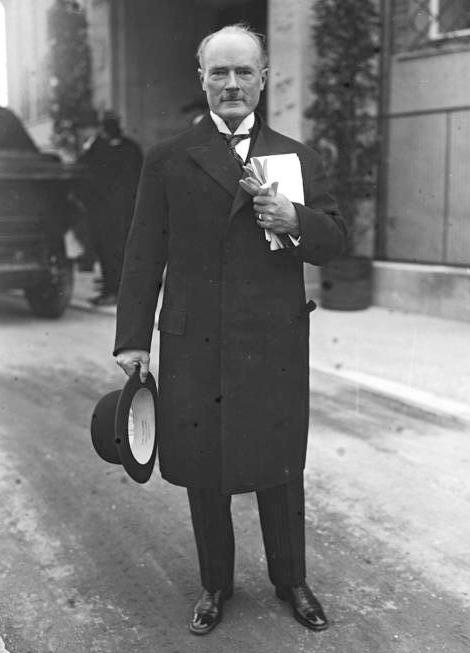
Gustav Krupp von Bohlen und Halbach, hatte die Firmenleitung der Friedrich Krupp AG von 1909 bis 1943 inne
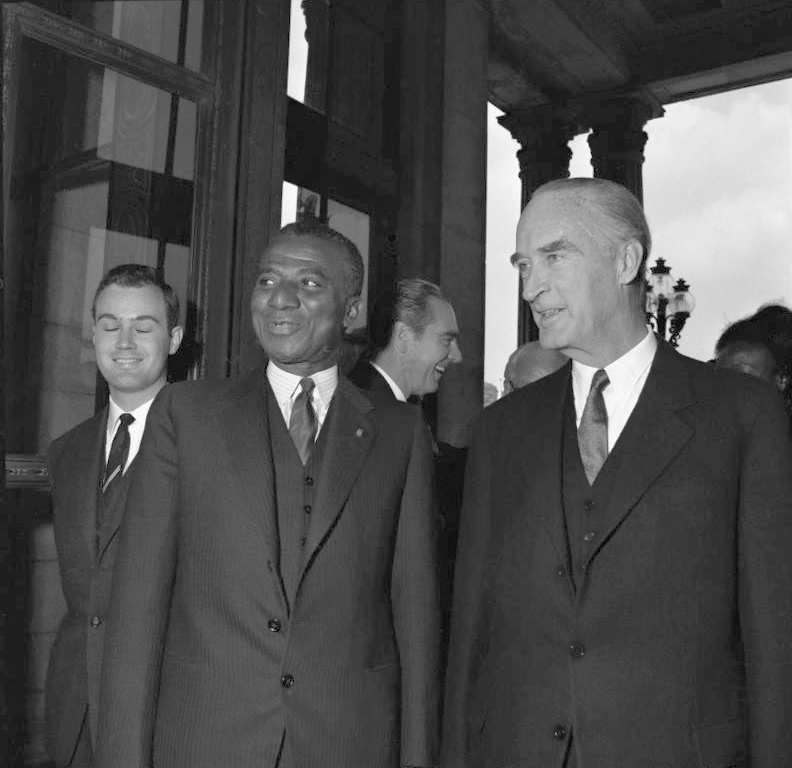
Arndt von Bohlen und Halbach (1. von links) und sein Vater Alfried Krupp von Bohlen und Halbach (ganz rechts), letzter Inhaber der im Familienbesitz befindlichen Firma Krupp

### Genealogie
Familienstammbaum
- Arndt Krupp († 1624), amtierte als Stadtschreiber und Rentmeister
  - Anton Krupp (1588–1661), Lebensmittel- und Weinhändler, Eisenhändler und Büchsenhändler in Essen
    - …
      - Bernhard Heinrich Krupp, Pastor in Lünern
        - Wilhelm Karl Krupp (1710–1774), Kaufmann und Ratsherr in Lübeck

  - Georg Krupp (1590–1623)
    - Matthias Krupp (1621–1673), Stadtsekretär in Essen
      - Arnold Krupp (1660 – 4. April 1734), Dr. jur., war von 1703 bis 1734 Bürgermeister der Stadt Essen, ⚭ Anna Gertrud Burckhardt,[9]
        - Friedrich Jodocus Krupp (1706–1757), Kaufmann, Senator und Rentmeister der Stadt Essen ⚭ Helena Amalia (Amalie) Ascherfeld (1732–1810), Geschäftsfrau
          - Peter Friedrich Wilhelm Krupp (1753–1795) ⚭ Petronella Forsthoff (1757–1839)
            - Friedrich Krupp (1787–1826), Firmengründer, ⚭ Therese Helena Johanna Wilhelmi (1790–1850)
              - Ida Krupp (1809–1882)
              - Alfred Krupp (1812–1887), baute Krupp zum damals größten Industrieunternehmen Europas aus, ⚭ Bertha Eichhoff (1831–1888)
                - Friedrich Alfred Krupp (1854–1902) ⚭ Margarethe Freiin von Ende (1854–1931), treuhändische Konzernleiterin und Stiftungsgründerin
                  - Bertha Krupp (1886–1957) ⚭ Gustav von Bohlen und Halbach (1870–1950)
                    - Alfried Krupp von Bohlen und Halbach (1907–1967), der letzte Krupp ⚭ 1. Ehe (1937): Annelise Lampert, geb. Bahr (1909–1998) 2. Ehe (1952):  Vera Knauer geb. Hossenfeld (1909–1967)
                      - Arndt von Bohlen und Halbach (1938–1986); 1966 Erbverzicht zugunsten der Alfried Krupp von Bohlen und Halbach-Stiftung

                    - Arnold Gustav Hans von Bohlen und Halbach (1908–1909)
                    - Claus Arthur Arnold von Bohlen und Halbach (1910–1940) ⚭ Sita von Medinger (1912–1997)
                      - Arnold von Bohlen und Halbach (* 1939)

                    - Irmgard Sophie Margarethe von Bohlen und Halbach (1912–1998) ⚭ Johann (Hanno) Freiherr Raitz von Frentz
                    - Berthold Ernst August von Bohlen und Halbach (1913–1987) ⚭ Edith von Maltzan (1919–2009)
                      - Eckbert von Bohlen und Halbach (* 1956)

                    - Harald Georg Wilhelm von Bohlen und Halbach (1916–1983) ⚭ Doerte Hillringhaus
                      - Friedrich von Bohlen und Halbach (* 1962)
                      - Georg von Bohlen und Halbach (1963–2023)
                      - Sophie von Bohlen und Halbach (* 1966)

                    - Waldtraut Elisabeth Mechthild von Bohlen und Halbach (1920–2005) ⚭ 1. Ehe (1942) Henry Thomas 2. Ehe (1961) Walter Burckhardt; Kinder aus 1. Ehe:
                      - Diana Maria Friz (* 1944)
                      - Regina (* 1945)

                    - Eckbert Wolfgang Eberhard von Bohlen und Halbach (1922–1945)

                  - Barbara Krupp (1887–1972) ⚭ Tilo von Wilmowsky (1878–1966), haben zwei Söhne und vier Töchter

              - Hermann Krupp (1814–1879), Gründer der Berndorfer Metallwarenfabrik in Berndorf in Niederösterreich
                - Arthur Krupp (1856–1938), Unternehmer und wesentlicher Gestalter der Stadt Berndorf

              - Friedrich Krupp (1820–1901), Mitte des 19. Jahrhunderts aus dem Unternehmen Krupp komplett ausgeschieden

  - Catharina Krupp
  - Margaretha Krupp

## Darstellungen der Familie
Die 1929 vom Porträtfotografen Nicola Perscheid angefertigte Gruppenaufnahme von der damals neunköpfigen Familie diente als Vorlage für das monumentale Familienporträt (Ölgemälde von George Harcourt), welches heute im Besitz der Krupp-Stiftung ist und in der Eingangshalle der Villa Hügel hängt.

## Medien
- Peter Märthesheimer: Krupp oder Die Erfindung des bürgerlichen Zeitalters. Westdeutscher Rundfunk (WDR), 2002 (Hörspiel, fiktiv).
- Krupp – Eine deutsche Familie. Deutschland 2009. 3-teiliger Historienfilm. Erstausstrahlung am 22., 23. und 25. März 2009 im ZDF.
- Spiegel TV in Zusammenarbeit mit ZDF info (2012): Die Krupps: Eine deutsche Saga. Drei Teile (je 45 Minuten):
  - Geschäfte (online)
  - Kriege (online)
  - Der Wiederaufbau (online)